# Nvu
Nvu è un editor web che si affianca a Mozilla Firefox e Mozilla Thunderbird per sostituire la suite Mozilla.
La pronuncia dovrebbe essere "enview", che sta per new view.
L'editor da molti anni non è più sviluppato. L'ultima versione uscita nel 2005 è la 1.0 Release candidate dato che il principale progettista, Daniel Glazman, ha abbandonato il suo sviluppo. Un editor html nato dalle ceneri di Nvu è KompoZer che è stato nel frattempo interamente riscritto e che ha molte caratteristiche che Nvu non aveva (vedi più avanti).
Nvu funziona sui vecchi sistemi operativi datati 2005, sui nuovi sistemi potrebbe non funzionare.
La versione 1.0, basata su Gecko, il motore di Firefox, è utilizzabile per progettare il proprio sito web. Nvu si rivolge, comunque, ad un'utenza che fa della progettazione web il suo hobby, o, al massimo, è a un livello semiprofessionale: non mira quindi a sostituire Adobe Dreamweaver quanto piuttosto Microsoft FrontPage.
In particolare Microsoft FrontPage non è più sviluppato dal lontano 2003 ed è stato ufficialmente abbandonato a se stesso dal 2006. Nvu diviene così l'unico software in questa fascia di utilizzo, multipiattaforma e gratis.

## Caratteristiche
Il punto di forza di Nvu è l'aderenza agli standard del W3C: già in questa versione si possono evidenziare i punti in cui il codice non rispetta gli standard, avendo la possibilità di seguire le istruzioni e i suggerimenti forniti dal programma stesso per rimediare agli errori.
Un'altra caratteristica è la gestione dei CSS con un apposito tool. Glazman ha fatto parte del gruppo di lavoro che formava le specifiche dei fogli di stile e attualmente si chiede nel suo blog che cosa ci sia di buono e cosa sia invece da cestinare del lavoro fatto negli anni passati.
Nvu ha un supporto limitato (non ha un parser php) per i siti dinamici con pagine .php. In pratica il codice PHP che è compreso tra il tag di inizio (<?php) e il tag di fine (?>) codice php viene riconosciuto come tale senza interpretare il linguaggio che sta in mezzo. Quindi sono possibili fraintendimenti nel tag di chiusura (?>).

## Sponsor
Il progetto è sponsorizzato da Micheal Robertson di Linspire. Lo stesso Robertson ha contattato Glazman, esortandolo a far partire il progetto Nvu (o N|vu). Glazman ha poi formato la Disruptive Innovation in cui sono sviluppati vari progetti, tra cui quello dell'editor.
Nel 2006 il progetto è stato abbandonato da Daniel che ha ritenuto finita la sua esperienza con Nvu, intraprendendo la progettazione di un nuovo programma BlueGriffon che si propone di superare le limitazioni tecniche del precedente. È stata recentemente distribuita la prima versione stabile di BlueGriffon Gudea 1.1.1, (11 luglio 2011).
Un'azienda, che ha chiesto l'anonimato, ha fornito un ristretto numero di macchine con il sistema operativo Solaris 8, chiedendo in cambio porting su Solaris 8 di Nvu.

## KompoZer e BlueGriffon
KompoZer è nato inizialmente come il proseguimento di Nvu, dato che quest'ultimo è stato abbandonato nel 2005 da Daniel Glazman. Negli anni il principale programmatore Kazé ha riscritto quasi interamente il codice che era di Nvu facendo di KompoZer un editor html molto potente che include le ultime tecnologie software. KompoZer è distribuito sotto le licenze libere MPL/GPL/LGPL. L'editor è continuamente sviluppato e funziona su tutti gli ultimi sistemi operativi come Windows, Linux e Mac Os X. Sono disponibili le versioni nazionalizzate nelle maggiori lingue (compreso l'italiano).
BlueGriffon, distribuito nell'estate del 2011, è l'ultima creazione di Daniel Glazman. Presenta un'organizzazione molto simile a quella di Nvu e di KompoZer allo scopo di facilitare la transizione degli utenti già abituati all'interfaccia grafica di Nvu. BlueGriffon supporta HTML 4.0, HTML5, XHTML 1.0 e XHTML5. Supporta inoltre CSS 2.1 e tutte le funzionalità di CSS 3 già introdotte in Gecko. Sono attualmente disponibili tre versioni: per Windows, Mac Os X e Linux. Sono disponibili pacchetti di supporto e dizionari per le maggiori lingue (compreso l'italiano).

## Storia
L'editor Nvu nasce dapprima come Composer integrato nella Mozilla Suite e poi diventa un progetto separato per merito di Robertson. Il Composer vede Glazman come principale artefice del sottoprogetto, per Nvu Daniel è il capoprogettista e programmatore principale.
La nascita di Nvu può essere datata il 30 settembre 2003, giorno in cui si annuncia nel Blog di Glazman la partenza del progetto:
(Daniel Glazman, Blog, Tuesday, September 30, 2003 at 2:12 pm)